# Girls' Generation-TTS
Le Girls' Generation-TTS (소녀시대-태티서?, anche conosciute come TaeTiSeo), sono state il primo sottogruppo ufficiale del gruppo musicale sudcoreano Girls' Generation, costituito nel 2012 dalla SM Entertainment.

## Storia
Il gruppo è composto da tre cantanti, ossia Kim Tae-yeon, Tiffany e Seohyun.
Hanno debuttato con il singolo Twinkle, pubblicato su iTunes il 29 aprile 2012. Il mini-album omonimo è stato diffuso il giorno seguente in formato digitale e il 2 maggio in formato fisico.
Nel settembre 2014 è uscito il secondo EP, Holler.
Il 4 dicembre 2015, esce il terzo EP "Dear Santa", che contiene due singoli omonimi in lingua coreana e inglese.

## Formazione
- Taeyeon
- Tiffany
- Seohyun

## Discografia

### EP
- 2012 – Twinkle
- 2014 – Holler
- 2015 – Dear Santa

### Singoli
- 2012 – Twinkle
- 2014 – Whisper
- 2014 – Holler
- 2015 – Dear Santa (Coreano)
- 2015 – Dear Santa (Inglese)